# 花育
花育（はないく）とは、「花を教材に生命や個性について、子供などに考えてもらう活動」を指し、「食育（しょくいく）」「木育（もくいく）」に続く、教育的な要素を盛り込んでいる。
農林水産省の定義によると「花卉（かき）の多様な機能に着目し、教育、地域活動に取り入れること」とある。
花育は従来、生花店や華道教室などがそれぞれに展開していたが、2008年3月に業界団体や卸売業者らが全国花育活動推進協議会を発足した。同協議会は2022年3月31日をもって活動を終了。各地域の団体が推進している。
通常のフラワーアレンジメントや生け花と異なり、花育では各々の個性や感性を尊重する点が特徴。
また花も動物などと同じように生きていることを実感してもらうことで、命の大切さも訴えたり、他人の思いを察することにもつながる体験型教育の要素も盛り込んでいるのが特徴であり、療育に対応する花育も実施されている。